# Pavel Malcharek
Pavel Malcharek, uváděný i jako Pavel Malchárek, (* 16. února 1986) je bývalý český fotbalový útočník, svou kariéru zakončil v klubu MFK Havířov, kde nyní působí jako předseda a asistent u A-Týmu